# فیلیپ ون دایک (بازیکن فوتبال)
فیلیپ ون دایک (زاده ۹ اوت ۱۸۸۵ – درگذشته ۱۰ آوریل ۱۹۳۷) بازیکن فوتبال هلندی بود که در سن ۵۱ سالگی درگذشت.

## حرفه بین‌المللی
او عضو تیم ملی فوتبال هلند بود و تنها در یک بازی ملی در ۱۶ اکتبر ۱۹۱۰ مقابل آلمان در ترکیب قرار گرفت.
او در اواخر عمر به پزشک روی آورد.